# Sopotnia Mała
Sopotnia Mała est une localité polonaise de la gmina de Jeleśnia, située dans le powiat de Żywiec en voïvodie de Silésie.